# Clotted cream

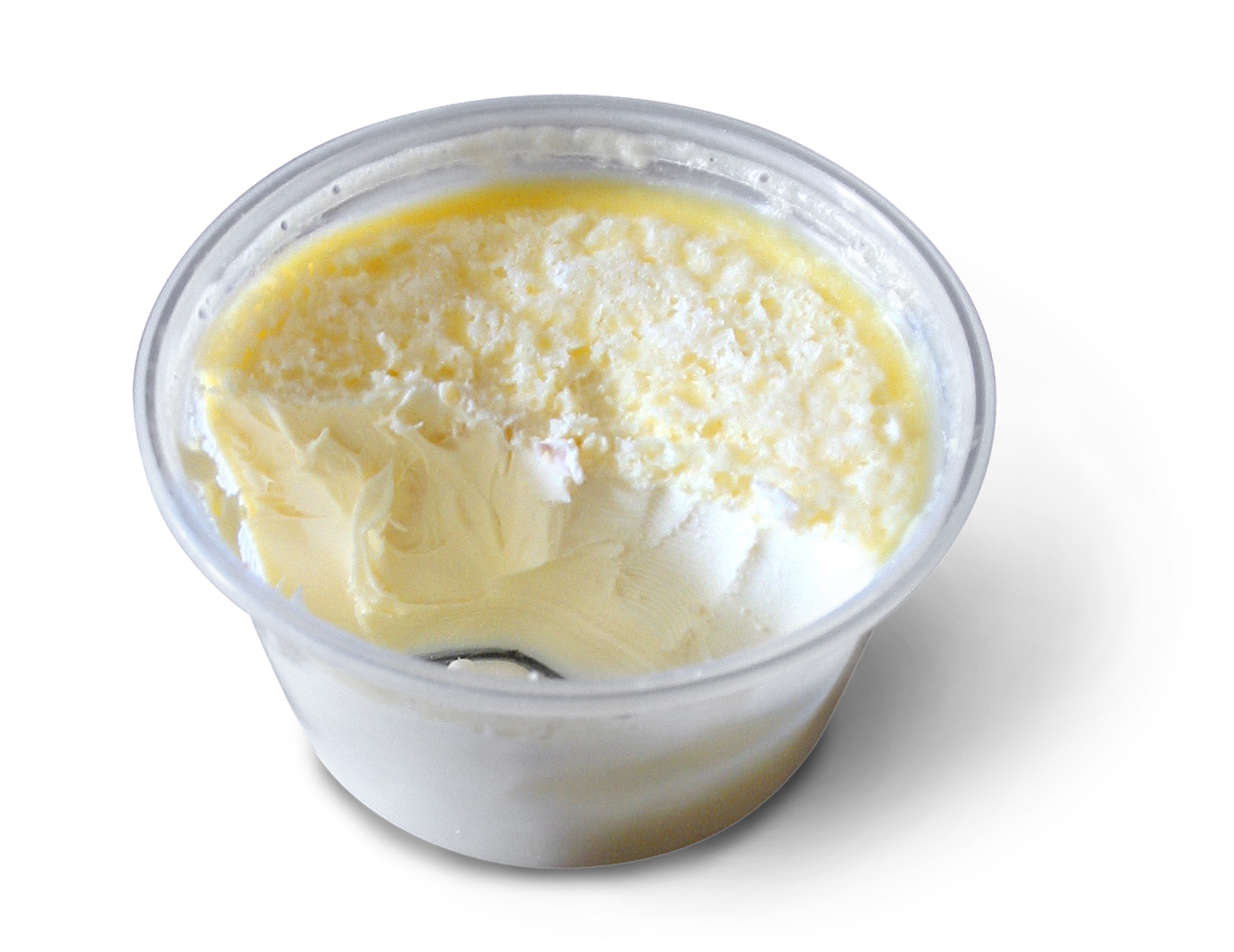
Clotted cream.

Clotted cream – ook wel Devonshire- of Cornish cream genoemd – is ingedikte room van koemelk. Het wordt verkregen door de room indirect met stoom of au bain-marie te verwarmen en vervolgens langzaam af te laten koelen. Gedurende het afkoelen komt de crème naar de oppervlakte en vormt daar "stolsels" of "klonters". Clotted cream is een essentieel onderdeel van een afternoon tea waarbij scones worden geserveerd.